# Gunnar Unger (pilot)
Tor Mauritz Gunnar Unger, född 14 juli 1903 i Hedvig Eleonora församling i Stockholm, död 1 mars 1989 i S:t Görans församling i  Stockholm, var en svensk pilot och officer i svenska flygvapnet.
Han var även skådespelare och hade några större filmroller. Gunnar Unger är gravsatt i minneslunden på Norra begravningsplatsen utanför Stockholm.

## Filmografi
- 1926 – Hon, den enda
- 1926 – Flickorna Gyurkovics
- 1927 – Ungdom